# John Robert Brown (homme politique britanno-colombien)
Pour les articles homonymes, voir John Robert Brown et Brown.
Cet article possède un paronyme, voir John Brown (homonymie).
John Robert Brown (19 février 1862-8 décembre 1947) est un homme politique canadien de la Colombie-Britannique. Il est député provincial libéral de la circonscription britanno-colombienne de Greenwood de 1903 à 1907.

## Biographie
Né à Sarnia dans le comté de Lambton du Canada-Ouest, Brown étudie sur place et le droit dans une cabinet de James Lister (en) de Sarnia et à la Osgoode Hall Law School. Admit au barreau de l'Ontario en 1896, il pratique le droit à Sarnia. S'installant à Rossland en Colombie-Britannique en 1898, il est admis au barreau de la Colombie-Britannique l'année suivante et s'installe à Greenwood.
Brown meurt à Vancouver en décembre 1947 à l'âge de 85 ans.